# Jatropha podagrica
Corail végétal
Espèce
Jatropha podagrica, le Corail végétal, est une espèce de plantes à fleurs de la famille des Euphorbiaceae. Elle est originaire des régions d'Amérique tropicale mais est présente comme plante ornementale dans de très nombreux pays à travers le monde du fait de son aspect original.

## Description
J. podagrica, est une plante herbacée succulente vivace muni d'un caudex et atteignant un mètre de haut,,. Le caudex gris-vert, noueux et gonflé a l’apparence d’une bouteille, ce qui donne lieu à certains des noms communs. Les feuilles sont maintenues sur de longs pétioles charnus mais robustes qui émergent de l’extrémité de la tige et rayonnent dans toutes les directions. Les feuilles sont peltées et sont à trois ou cinq lobes. Des grappes denses de petites fleurs rouge orangé sont maintenues au-dessus des feuilles sur de longs pédoncules minces. Les grappes portent à la fois des fleurs mâles et femelles qui continuent à fleurir au cours de l'année,, Les fruits sont d’abord des capsules vertes, qui deviennent brun noirâtre à maturité lorsqu’ils éclatent et dispersent les graines jusqu’à 4 m de distance,
Lorsqu’elle est coupée, la plante exsude une sève collante abondante qui peut provoquer une dermatite au contact.

## Culture
Le caudex gonflé, les feuilles voyantes et les fleurs colorées font de J. podagrica une plante ornementale attrayante, et elle est cultivée comme plante d’intérieur dans de nombreuses régions du monde.

## Utilisations
Il existe de nombreuses utilisations de J. podagrica en médecine traditionnelle, notamment comme analgésique, tonique, aphrodisiaque, purgatif, laxatif, et pour traiter les infections, les vers intestinaux, les morsures de serpent, la goutte, etc.,,,. D'autres usages concernent la préparation de tannins, de colorants, de savons, de fertilisants ou encore de biofuel, de poison pour la pêche, d'huiles pour l'éclairage,,.
De plus, un certain nombre de projets de recherche ont cherché à identifier des composés utiles sur le plan médicinal à partir de J. podagrica,,.

## Toxicité
Toutes les parties de la plante sont considérées comme toxiques, en particulier les graines. Les principales toxines sont une huile purgative et une phytotoxine ou toxalbumine (curcine) similaire à la ricine dans le ricin,.

## Galerie

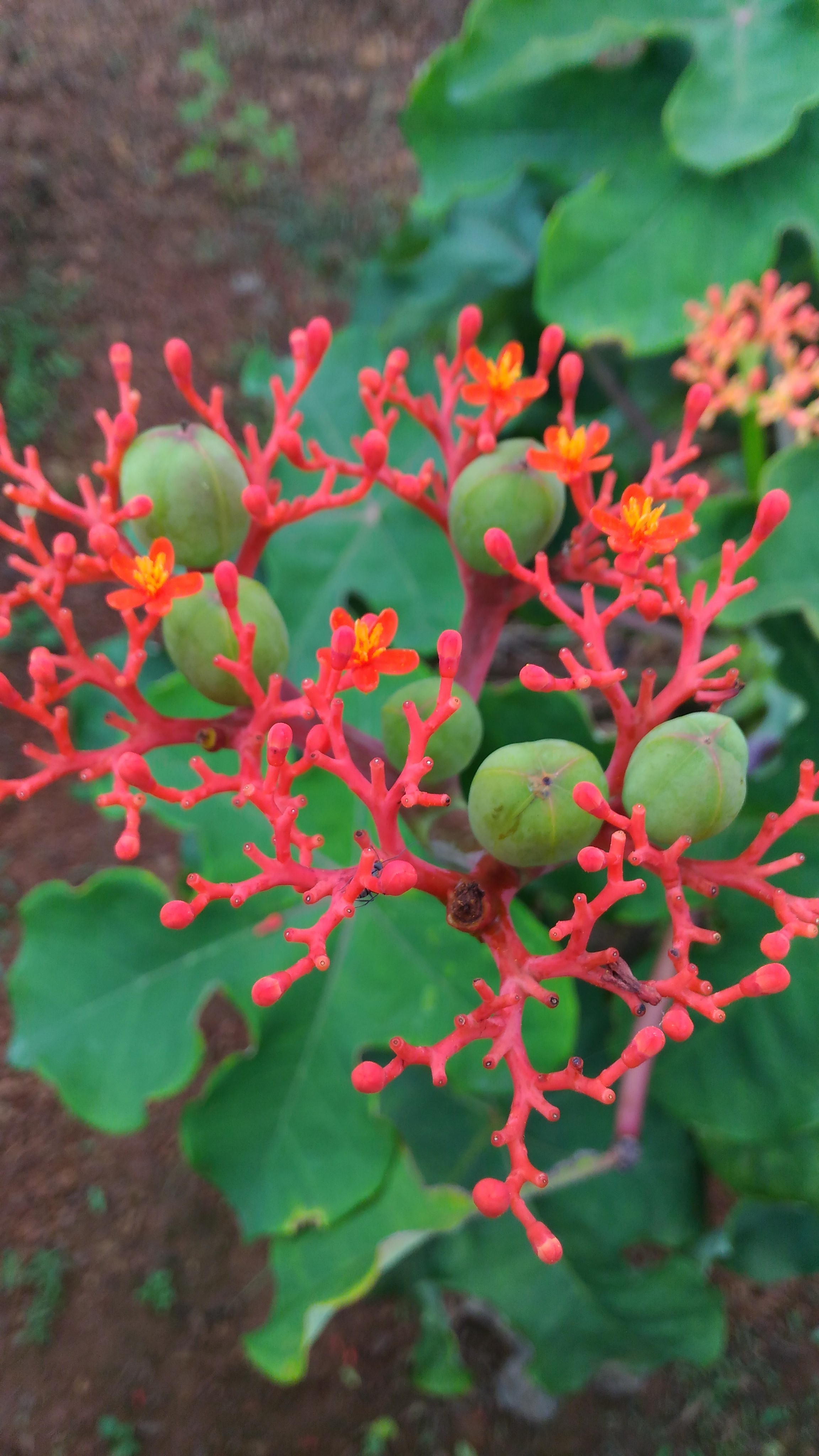
Jatropha podagrica.
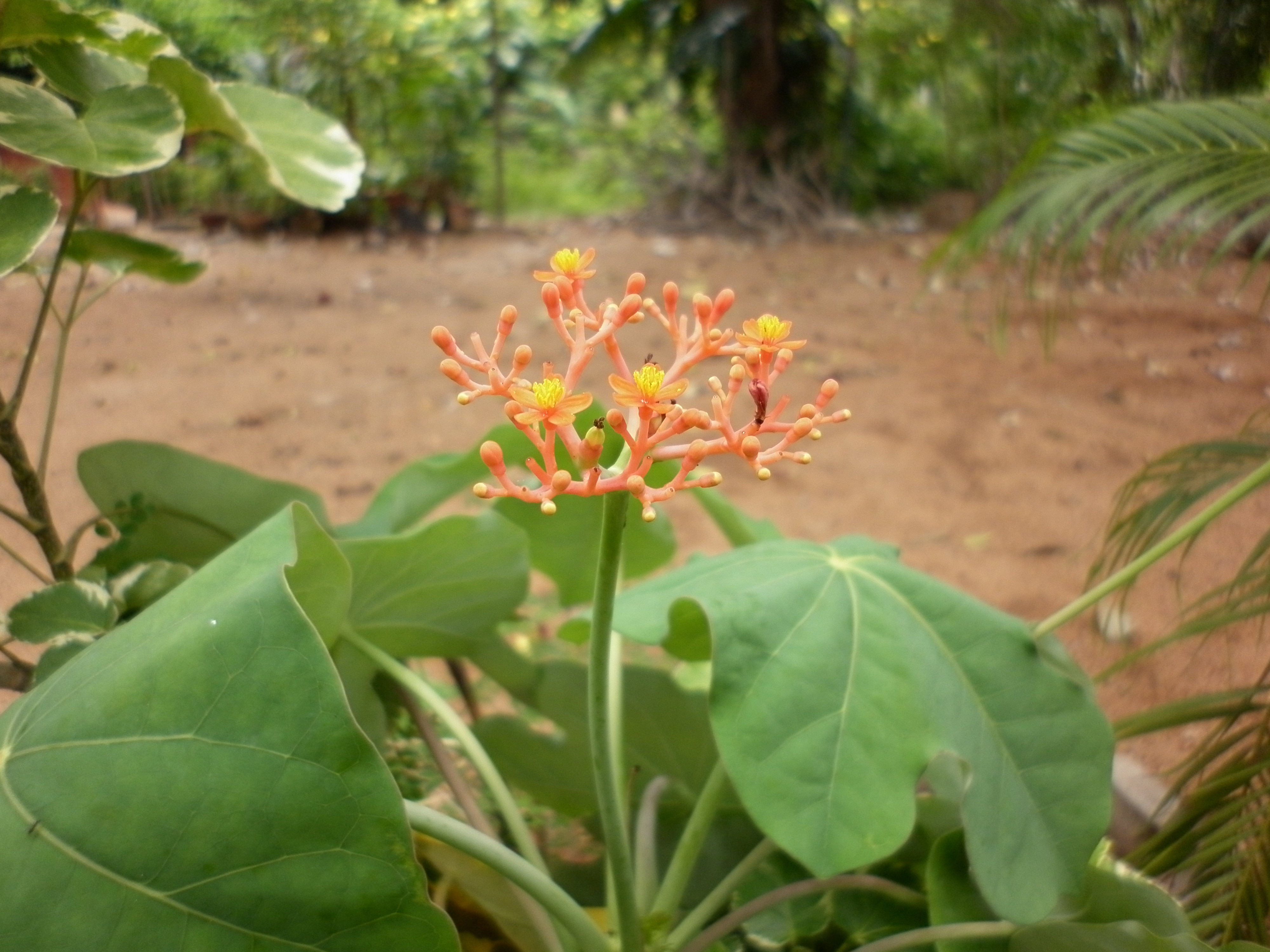
Buddha belly à Pondichéry.
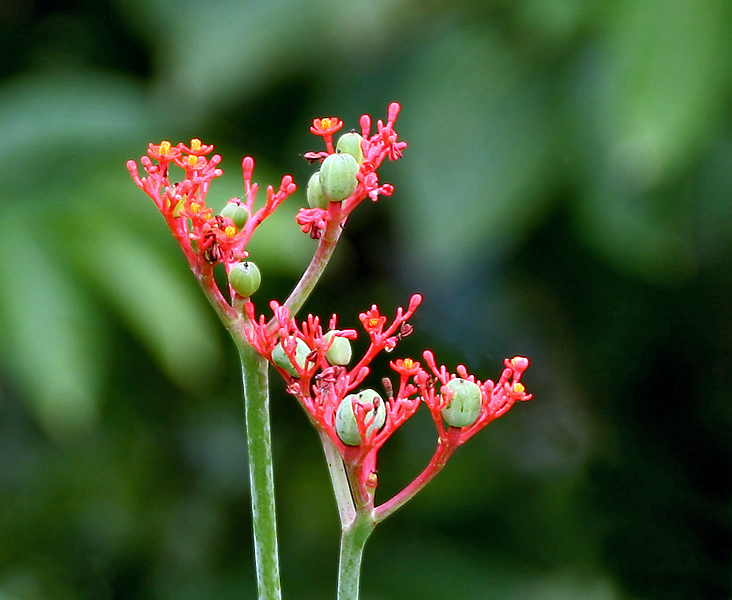
Fleur de Jatropha podagrica.
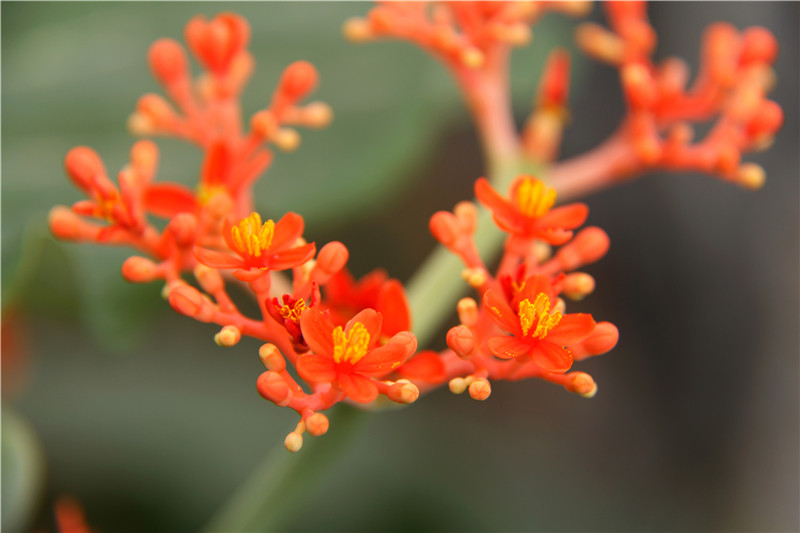
Gros plan de Jatropha podagrica.
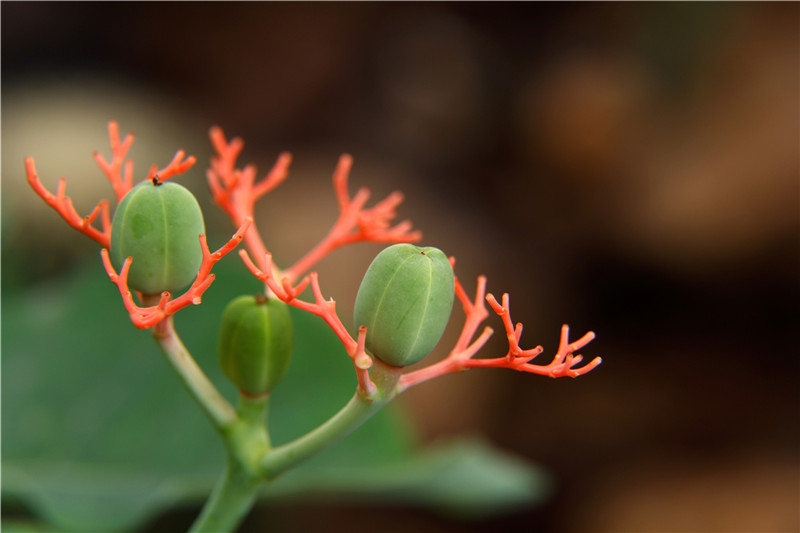
Fruits de Jatropha podagrica.
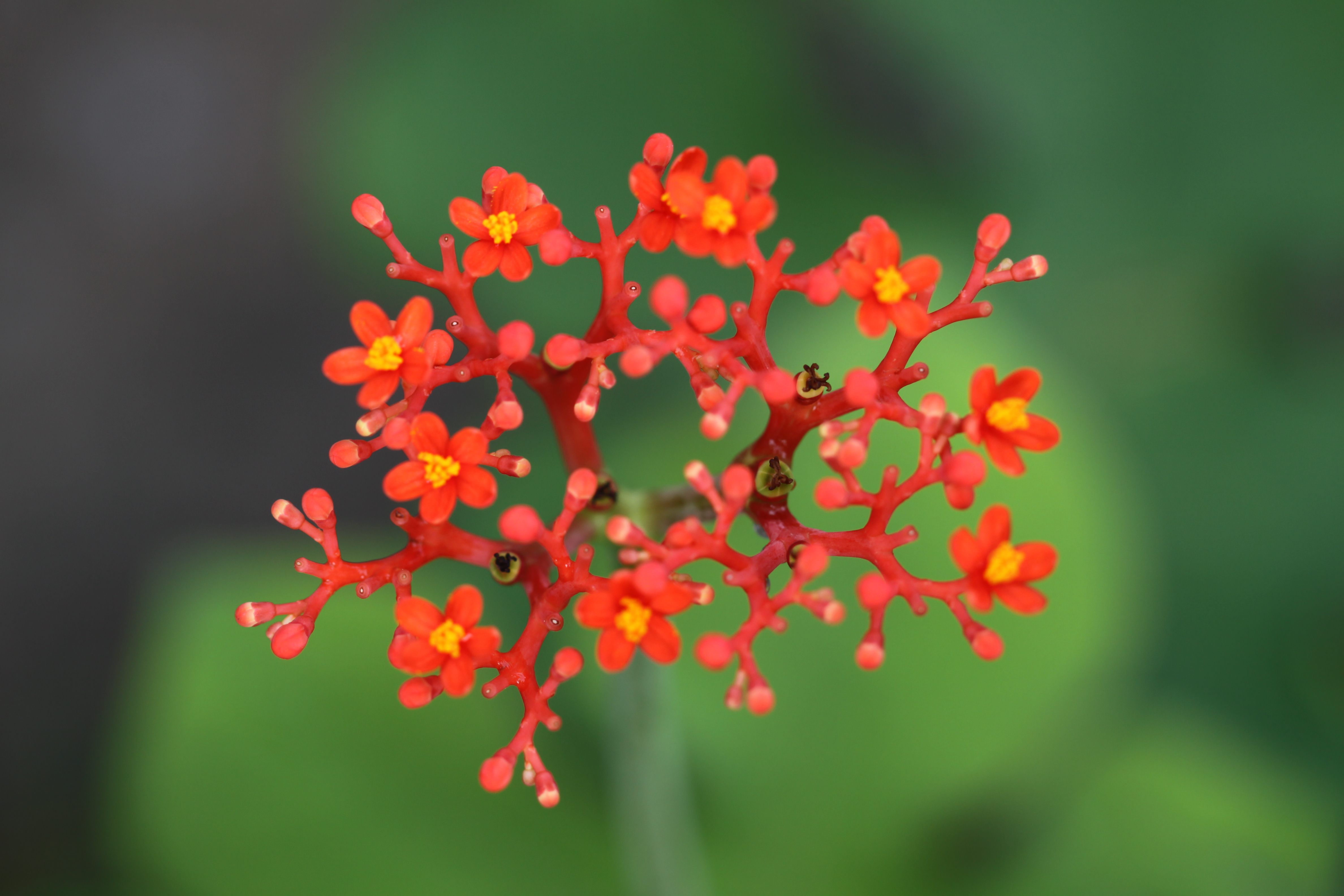
Jatropha podagrica en Thaïlande.

## Systématique
Le nom correct complet (avec auteur) de ce taxon est Jatropha podagrica Hook..
Ce taxon porte en français le nom vernaculaire ou normalisé suivant : Corail végétal.
En anglais cette espèce porte les noms vernaculaires de Gout Plant, Gout Stalk, Guatemalan Rhubarb, Coral Plant, Buddha Belly Plant, Purging-Nut, Physic Nut, Goutystalk Nettlespurge, Australian Bottle Plant et Tartogo,,,